# Neutron
Neutron je subatomární částice bez elektrického náboje (neutrální částice), jedna ze základních stavebních částic atomového jádra (nukleon) a tím téměř veškeré známé hmoty. Atomy lišící se jen počtem neutronů se nazývají izotopy. Neutrony se z atomu uvolňují při jaderných reakcích, volné neutrony způsobují řetězení štěpné reakce a jejich samostatný proud se nazývá neutronové záření.
Ve standardním modelu částicové fyziky se neutron skládá z jednoho kvarku u a dvou kvarků d. Mezi základní vlastnosti neutronu patří hmotnost, vlnová délka a spin. Antičásticí neutronu je antineutron.

## Nukleony a elektrony
Neutron je společně s protonem a elektronem základní stavební částicí veškeré známé hmoty, neboť se z nich skládají všechny atomy běžné látky. Neutrony a protony se často označují společným názvem nukleony, protože tvoří jádro (latinsky nucleus) atomu.

## Vlastnosti neutronu
- S hmotností 940 MeV/c2 je jen mírně těžší než proton se svými 938 MeV/c2 a přibližně 1839krát hmotnější než elektron.

- Mimo atomové jádro je neutron nestabilní se střední dobou života 881,5 ± 1,5 sekund[2] (zhruba 14,7 minut), přičemž se rozpadá na proton, elektron a elektronové antineutrino.
- Neutron se řadí mezi baryony – interaguje silnou interakcí.
- Je to hadron složený celkem ze tří kvarků (dvou kvarků d a jednoho u).
- Má poločíselný spin = {\displaystyle {\frac {1}{2}}} (tj. je to fermion) a izospin = {\displaystyle {\frac {1}{2}}}.
- Jádra všech atomů, vyjma nejběžnějšího izotopu vodíku 1H, tvořeného pouze protonem, obsahují protony i neutrony.

## Dělení neutronů
Neutrony se mohou dělit podle své kinetické energie na:
- chladné neutrony <0,002 eV
- tepelné neutrony 0,002 – 0,5 eV
- rezonanční neutrony 0,5 – 1000 eV
- neutrony středních energií 1 keV – 500 keV
- rychlé neutrony 500 keV – 10 MeV
- neutrony s vysokými energiemi 10 MeV – 50 MeV
- neutrony s velmi vysokými energiemi >50 MeV

## Víceneutronové vázané stavy hmoty
Byly předpovězeny a později i experimentálně prokázány složené částice (přesněji korelované kvazivázané stavy) z více neutronů vázaných zbytkovou silnou interakcí, jako jsou dineutrony a tetraneutrony. Jejich střední doba života je však velmi krátká, u tetraneutronů např. pouhých 3 × 10−22 sekund.
Hmota tvořená pouhými neutrony se z historických důvodů také nazývá neutronium (název navržený německým chemikem von Antropoffem pro hypotetický prvek s protonovým číslem 0). Kromě dineutronů a tetraneutronů je jejím představitelem degenerovaný neutronový plyn, velmi hustá stavební látka neutronových hvězd. V tomto případě jsou však neutrony vázány gravitací.

## Význam
Ve fyzice a zejména chemii má význam počet neutronů v jádře, neutronové číslo, na základě kterého se rozlišují různé izotopy konkrétního prvku.
V jaderné fyzice mají volné neutrony význam jako iniciátor štěpné jaderné reakce. Aby mohla v jaderném reaktoru probíhat řízená štěpná reakce, musí být neutrony zpomalovány pomocí některého z typů moderátoru neutronů.
V astronomii je speciálním tělesem neutronová hvězda tvořená převážně neutrony. Vzniká jako závěrečná fáze vývoje hvězdy po výbuchu některých typů supernovy, kdy po gravitačním kolapsu vznikají neutrony spojením elektronů a protonů za vyzáření neutrin.

## Historie
Existenci atomového jádra objevil a publikoval Ernest Rutherford v roce 1911 (Rutherfordův model atomu) a v roce 1920 formuloval hypotézu o jeho složení z protonů a neutronů. Experimentální důkaz neutronu včetně vysvětlení podal jeho žák James Chadwick v roce 1932. Publikoval jej v Nature 2. února. Měření, která neutron detekovala, provedli před tím i další fyzikové, ale mylně je interpretovali jako záření gama.